# بیلبورد سیار

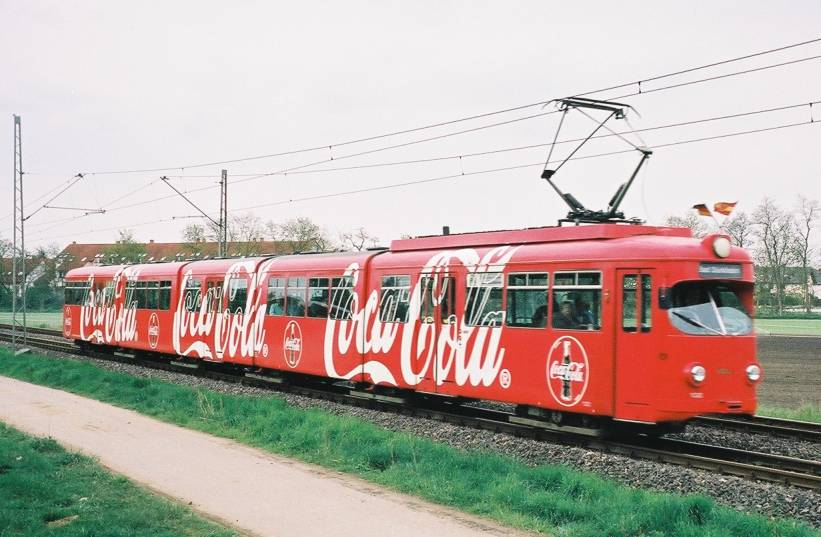
استفاده از بدنه قطار به عنوان بیلبورد سیار برای تبلیغات

بیلبورد سیار نوعی بیلبورد است که به وسیله یک وسیله نقلیه مثل کامیون یا دوچرخه حمل می‌شود. تبلیغات بر روی اتوبوس‌ها نیز از این مدل می‌باشند.